# Félix Somló
Félix (Bódog) Somló [ˈfeːliks ˈʃomloː] (* 21. Juli 1873 in Pozsony (Preßburg), Österreich-Ungarn; † 28. September 1920 in Kolozsvár (Klausenburg), Königreich Rumänien) war ein ungarischer Jurist.

## Leben
Somló studierte in Heidelberg und Leipzig. Er war als Professor an der Universität von Kolozsvár tätig. Somló publizierte seine wichtigsten Schriften in deutscher Sprache und unterhielt zahlreiche Kontakte zu Rechtswissenschaftlern aus dem deutschen Sprachraum. Gemeinsam mit Hans Kelsen und Georg Jellinek zählte er zur Gruppe der österreichischen Rechtspositivisten. In seinem Hauptwerk „Juristische Grundlehre“ von 1917 vertrat Somló die These, dass „es unwiderlegbar die Wahrheit“ sei, dass die „gesetzgebenden Organe jedes beliebige Gesetz erlassen können, so sie dies wünschen“.
Somló starb 1920 durch Suizid, weil er durch die Abtretung der Universität von Kolozsvár an Rumänien in Verzweiflung geraten war. Sein wissenschaftlicher Nachlass wird in der Ungarischen Nationalbibliothek in Budapest verwahrt und besteht aus einem Tagebuch, Manuskripten sowie Briefen.

## Varia
Bei Somló wurde Georg Lukács, der in Budapest studiert hatte, im Jahr 1906 zum Doktor der Staatswissenschaft promoviert.

## Werke
- Félix Somló: Juristische Grundlehre. Felix Meiner, Leipzig 1917 (archive.org).
- Félix Somló: Gedanken zu einer ersten Philosophie. de Gruyter, Berlin 1926.
- Félix Somló: Juristische Grundlagen. 2., unveränd. Auflage. Felix Meiner, Leipzig 1927.